# Harri Moora

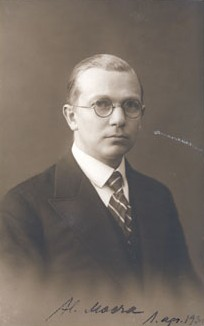
Harri Moora (1930).

Harri Moora, tidigare Harry Mora, född 2 mars 1900 i Ehavere by, Kuremaa kommun, död 2 maj 1968 i Tallinn, var en estnisk arkeolog.
Moora var professor vid Tartu universitet 1938–1941 och arbetade sedan 1944 på Sovjet-Estlands vetenskapsakademins historieinstitut.

### Fotnoter
1. 1 2  Otavan Iso tietosanakirja 6, s. 15.